# Sonia Bompastor
Sonia Bompastor (Blois, 8 giugno 1980) è un'allenatrice di calcio ed ex calciatrice francese, di ruolo centrocampista, allenatrice del Chelsea, prima donna a vincere la UEFA Women's Champions League sia come calciatrice che come tecnico.
Durante la sua lunga carriera ha conquistato otto titoli nazionali e quattro Coppe di Francia con due diverse squadre, vincendo per due edizioni consecutive la Champions League femminile con l'Olympique Lione. Ha, inoltre, indossato per 13 anni la maglia della nazionale francese collezionando 156 presenze e realizzando 18 reti.

## Carriera

### Giocatrice

#### Club
Sonia Bompastor è nata a Blois da genitori portoghesi, originari di Póvoa de Varzim. Si accostò al calcio sin da piccola, anche grazie al fatto che il padre era un arbitro di calcio e il fratello un calciatore. Dopo aver fatto la trafila delle giovanili in diverse società, nel 1998 è stata integrata nel centro di formazione di Clairefontaine, venendo però la sua licenza subito girata al Tours.
Nel 2000 passò al La Roche-sur-Yon, facendo il suo esordio in Division 1 Féminine,  massima serie del campionato francese. Nel 2002 si trasferì al Montpellier. Nei suoi quattro anni al Montpellier vinse per due anni consecutivi la Division 1 e una volta la Coppa di Francia. Nel 2004 vinse il Trophées UNFP du football come migliore calciatrice del campionato francese di calcio. Col Montpellier, grazie ai due campionati vinti, partecipò a due edizioni della UEFA Women's Cup disputando da titolare tutte le partite tranne la semifinale di ritorno dell'edizione 2005-2006. Nel 2006 Sonia Bompastor lasciò il Montpellier per trasferirsi all'Olympique Lione. Nelle tre stagioni a Lione vinse la Division 1 per tre volte e una volta la Coppa di Francia.

Sonia Bompastor con la maglia del Washington Freedom nel 2009.

Il 24 settembre 2008 venne selezionata per far parte della squadra del Washington Freedom, partecipante alla prima edizione della Women's Professional Soccer, massima serie del campionato statunitense. Nel 2009 alla sua prima stagione negli Stati Uniti seppe mettere in mostra le sue doti di calciatrice. Alla fine della stagione risultò la calciatrice col maggior numero di assist fatti (sei), assieme alla giapponese Aya Miyama, e venne inserita nella squadra ideale del campionato. Venne, inoltre, selezionata per far parte della squadra rappresentativa della WPS che doveva affrontare la compagine svedese dell'Umeå IK, ma, assieme alla connazionale Camille Abily e alle colleghe inglesi, dovette rifiutare l'invito poiché era impegnata con la nazionale francese nella fase finale del campionato europeo 2009. Venne anche inserita nella lista delle candidate al premio di migliore calciatrice del campionato WPS 2009. Durante la pausa invernale Sonia Bompastor e Camille Abily tornarono in Francia e trovarono un accordo per disputare parte della stagione 2009-2010 con la maglia del Paris Saint-Germain, realizzando anche una tripletta nella gara contro l'Yzeure, valida per l'undicesima giornata di campionato.
Nell'aprile 2010, terminato il prestito al Paris Saint-Germain, Sonia Bompastor tornò al Washington Freedom per disputare la stagione 2010. Al termine della stagione, nonostante avesse un'opzione per un terzo anno, chiese ed ottenne di tornare in Francia, legandosi nuovamente all'Olympique Lione. Nelle successive tre stagioni disputate con la maglia dell'Olympique Lione vinse tre campionati nazionali, due coppe nazionali, un campionato internazionale per club e due edizioni consecutive della UEFA Women's Champions League. Il 7 giugno 2013 annunciò il suo ritiro dal calcio giocato all'età di 33 anni subito dopo la finale della Coppa di Francia contro il Saint-Étienne. E la conclusione della sua carriera fu la vittoria della Coppa di Francia, suo quindicesimo titolo conquistato coi club.

#### Nazionale
Dopo aver collezionato tre presenze nella nazionale francese under-18 Sonia Bompastor fece il suo esordio nella nazionale maggiore il 26 febbraio 2000 nell'amichevole vinta per 1-0 sulla Scozia. Nella sua carriera ha vestito la maglia della nazionale francese in 156 incontri e ha realizzato 18 reti. Ha raggiunto il traguardo delle 100 presenze in nazionale il 27 settembre 2008 nella partita vinta per 2-1 contro l'Islanda, ricevendo in seguito la medaglia commemorativa della UEFA destinata a tutte le calciatrici che hanno disputato almeno 100 con la propria nazionale. Ha fatto parte delle selezioni che hanno disputato i campionati europei nel 2001, nel 2005 e nel 2009 e delle selezioni che hanno disputato i campionati mondiali nel 2003 e nel 2011. Ha inoltre fatto parte della squadra che ha partecipato ai Giochi Olimpici della XXX Olimpiade, tenutisi nel 2012 a Londra. La finale per la conquista della medaglia di bronzo ai Giochi Olimpici, persa per 1-0 contro il Canada, è stata per lei l'ultima partita con la maglia della nazionale francese.

### Allenatrice
Il 27 aprile 2021 Bompastor prese il posto dell'esonerato Jean-Luc Vasseur alla guida della squadra femminile dell'Olympique Lione, società per la quale già ricopriva il ruolo di direttrice del centro di formazione femminile. Sotto la sua guida l'OL non riuscì a scavalcare il Paris Saint-Germain in testa alla classifica della Division 1, concludendo al secondo posto e mancando la vittoria del campionato dopo quattordici successi di fila. Successivamente aggiunse complessivamente ben 7 trofei alla bacheca del club, incluse le Division 1 2021-2022, 2022-2023 e 2023-2024 e la UEFA Women's Champions League 2021-2022.
Il 29 maggio 2024 viene nominata allenatrice del Chelsea per le successive quattro stagioni.

## Statistiche

### Presenze e reti nei club
| Stagione                  | Squadra                   | Campionato                | Campionato | Campionato | Coppe nazionali | Coppe nazionali | Coppe nazionali | Coppe continentali | Coppe continentali | Coppe continentali | Altre coppe | Altre coppe | Altre coppe | Totale | Totale |
| Stagione                  | Squadra                   | Comp                      | Pres       | Reti       | Comp            | Pres            | Reti            | Comp               | Pres               | Reti               | Comp        | Pres        | Reti        | Pres   | Reti   |
| ------------------------- | ------------------------- | ------------------------- | ---------- | ---------- | --------------- | --------------- | --------------- | ------------------ | ------------------ | ------------------ | ----------- | ----------- | ----------- | ------ | ------ |
| 2000-2001                 | La Roche-sur-Yon          | N1A                       | ?+3        | ?+0        | -               | -               | -               | -                  | -                  | -                  | -           | -           | -           | 3+     | 0+     |
| 2001-2002                 | La Roche-sur-Yon          | N1A                       | ?          | ?          | -               | -               | -               | -                  | -                  | -                  | -           | -           | -           | ?      | ?      |
| 2002-2003                 | Montpellier               | D1                        | 0+2        | 0+1        | CF              | 1               | 0               | -                  | -                  | -                  | -           | -           | -           | 1+2    | 0+1    |
| 2003-2004                 | Montpellier               | D1                        | 22+3       | 7+1        | CF              | 0               | 0               | -                  | -                  | -                  | -           | -           | -           | 22+3   | 7+1    |
| 2004-2005                 | Montpellier               | D1                        | 18         | 5          | CF              | 0               | 0               | UWC                | 6                  | 2                  | -           | -           | -           | 24     | 7      |
| 2005-2006                 | Montpellier               | D1                        | 21         | 12         | CF              | 1               | 0               | UWC                | 9                  | 2                  | -           | -           | -           | 31     | 14     |
| Totale Montpellier        | Totale Montpellier        | Totale Montpellier        | 66         | 26         |                 | 2               | 0               |                    | 15                 | 4                  |             | -           | -           | 83     | 30     |
| 2006-2007                 | Olympique Lione           | D1                        | 20         | 9          | CF              | 1               | 0               | -                  | -                  | -                  | -           | -           | -           | 21     | 9      |
| 2007-2008                 | Olympique Lione           | D1                        | 21         | 5          | CF              | 5               | 3               | UWC                | 9                  | 2                  | -           | -           | -           | 35     | 10     |
| 2008-2009                 | Olympique Lione           | D1                        | 13         | 1          | CF              | 0               | 0               | UWC                | 5                  | 1                  | -           | -           | -           | 18     | 2      |
| Totale Olympique Lione    | Totale Olympique Lione    | Totale Olympique Lione    | 54         | 15         |                 | 6               | 3               |                    | 14                 | 3                  |             | -           | -           | 74     | 21     |
| 2009                      | Washington Freedom        | WPS                       | 19         | 4          | -               | -               | -               | -                  | -                  | -                  | -           | -           | -           | 19     | 4      |
| 2009-2010                 | Paris Saint-Germain       | D1                        | 13         | 10         | CF              | 0               | 0               | -                  | -                  | -                  | -           | -           | -           | 13     | 10     |
| 2010                      | Washington Freedom        | WPS                       | 22         | 2          | -               | -               | -               | -                  | -                  | -                  | -           | -           | -           | 22     | 2      |
| Totale Washington Freedom | Totale Washington Freedom | Totale Washington Freedom | 41         | 6          |                 | -               | -               |                    | -                  | -                  |             | -           | -           | 41     | 6      |
| 2010-2011                 | Olympique Lione           | D1                        | 19         | 2          | CF              | 3               | 0               | UWCL               | 6                  | 1                  | -           | -           | -           | 28     | 3      |
| 2011-2012                 | Olympique Lione           | D1                        | 22         | 2          | CF              | 4               | 0               | UWCL               | 8                  | 2                  | -           | -           | -           | 34     | 4      |
| 2012-2013                 | Olympique Lione           | D1                        | 18         | 0          | CF              | 5               | 0               | UWCL               | 9                  | 2                  | CM          | 2           | 1           | 34     | 3      |
| Totale Olympique Lione    | Totale Olympique Lione    | Totale Olympique Lione    | 59         | 4          |                 | 12              | 0               |                    | 23                 | 5                  |             | 2           | 1           | 96     | 10     |
| Totale carriera           | Totale carriera           | Totale carriera           | 233        | 61         |                 | 20              | 3               |                    | 52                 | 10                 |             | 2           | 1           | 308    | 75     |

## Palmarès

### Giocatrice

#### Club

##### Competizioni nazionali
- Campionato francese: 8

Montpellier: 2003-2004, 2004-2005
Olympique Lione: 2006-2007, 2007-2008, 2008-2009, 2010-2011, 2011-2012, 2012-2013
- Coppa di Francia: 5

Montpellier: 2005-2006
Olympique Lione: 2007-2008, 2011-2012, 2012-2013
Paris Saint-Germain: 2009-2010

##### Competizioni internazionali
- UEFA Women's Champions League: 2

Olympique Lione: 2010-2011, 2011-2012
- Campionato internazionale femminile per club: 1

Olympique Lione: 2012

#### Nazionale
- Cyprus Cup: 1

2012

#### Individuale
- Trophées UNFP du football: 2

2004, 2008
- WPS All-Star: 2

2009, 2010
- FIFA Women's World Cup All-Star Team: 1

Germania 2011

### Allenatrice

#### Club

##### Competizioni nazionali
- Campionato francese: 3

Olympique Lione: 2021-2022, 2022-2023, 2023-2024
- Coppa di Francia: 1

Olympique Lione: 2022-2023
- Supercoppa francese: 2

Olympique Lione: 2022, 2023

##### Competizioni internazionali
- UEFA Women's Champions League: 1

Olympique Lione: 2021-2022

#### Individuale
- Allenatore dell'anno IFFHS (calcio femminile): 1

2022